# Wohnsiedlung Erismannhof
Die Wohnsiedlung Erismannhof ist eine kommunale Wohnsiedlung an der Ecke Hohlstrasse / Seebahnstrasse in Zürich-Aussersihl, die 1928 bezugsbereit war. 

## Lage
Die Siedlung steht vis à vis des ehemaligen Güterbahnhofs, auf dessen Areal das Polizei- und Justizzentrum Zürich (PJZ) gebaut wird. Sie wird von der Hohlstrasse, der Seebahnstrasse mit dem dahinterliegenden Seebahneinschnitt der Bahnstrecke Zürich–Chur, der Stauffacherstrasse und der Erismannstrasse begrenzt.

## Bauwerk
Der Erismannhof entstand als Teil eines Bauprogramms in den 1920er-Jahren, mit dem günstiger Wohnraum für Familien geschaffen werden konnte. In der Siedlung sind 170 Wohnungen untergebracht, davon 129 3-Zimmer-Wohnungen, die 59 m2 gross sind. Der Grundriss  steht zwischen der klassischen Blockrandbebauung und der später folgenden offenen Bebauung in Zeilenform. Zwischen den zu Gruppen aneinander gebauten viergeschossigen Wohnhäusern sind grosse Lücken, die den Zugang zum Innenhof erlauben.